# روبرت هوث

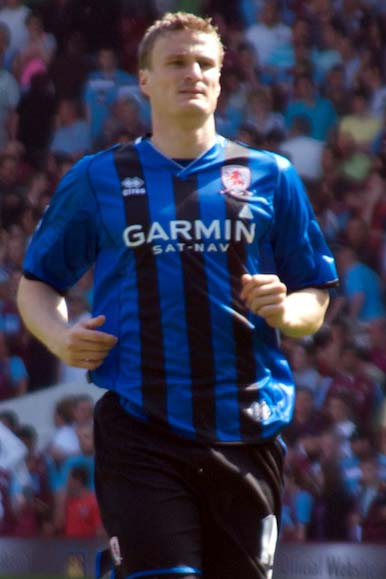
هوث مع نادي ميدلزبره عام 2009

روبرت هوث (بالألمانية: Robert Huth) من مواليد 18 أغسطس 1984 في برلين في ألمانيا الشرقية، لاعب كرة قدم ألماني سابق.
بدأ مسيرته الكروية مع نادي تشيلسي الإنجليزي في سنة 2001، ولعب معهم حتى عام 2006، وشارك معهم في 42 مباراة، ولعب لنادي ليستر سيتي منذ عام 2015 حتى 2018.
و قد بدأ باللعب مع منتخب ألمانيا لكرة القدم في سنة 2004.

## مسيرته الكروية
لعب روبرت هوث خلال مسيرته الاحترافية مع 5 أندية في واحد وعشرون موسمًا وسجل خلالها 21 هدفًا ضمن 326 مباراة. ولم يفز بأي موسم بالكأس وفاز في ثلاثة مواسم بالدوري.
خاض روبرت هوث مسيرته مع نادي يونيون برلين في موسم 1999–00 لمدة موسم واحد، لم يشارك في أي مباراة ولم يسجل أي هدف. ثم انتقل إلى نادي تشيلسي في موسم 2000–01 ليلعب معه ستة مواسم، حيث شارك في 42 مباراة ولم يسجل أي هدف أيضًا. لينتقل بعدها إلى نادي ميدلزبره في موسم 2006–07 ليلعب معه أربعة مواسم، مشاركًا في 53 مباراة سجل خلالها هدفين. ثم انتقل إلى نادي ستوك سيتي في موسم 2009–10 ليلعب معه ستة مواسم، مشاركًا في 149 مباراة سجل خلالها 13 هدفًا. هذا وانتقل لاحقًا إلى نادي ليستر سيتي في موسم 2014–15 ليلعب معه أربعة مواسم، مشاركًا في 82 مباراة سجل خلالها 6 أهداف.

## روابط خارجية
- روبرت هوث على موقع IMDb (الإنجليزية)

- روبرت هوث على موقع الاتحاد الدولي (مؤرشف)  (الإنجليزية)
- روبرت هوث على موقع الاتحاد الأوربي (الإنجليزية)
- روبرت هوث على موقع قاعدة بيانات كرة القدم.إي يو (الإنجليزية)
- روبرت هوث على موقع ناشيونال فوتبول تيمز (الإنجليزية)
- روبرت هوث على موقع Soccerbase.com (لاعب) (الإنجليزية)
- روبرت هوث على موقع Soccerway.com (الإنجليزية)
- روبرت هوث على موقع عالم كرة القدم.نت (الإنجليزية)
- روبرت هوث على موقع كووورة
- روبرت هوث على موقع AS.com (الإسبانية)